# Andrea Zoff
Andrea Soledad Zoff (Paraná, Entre Ríos; 13 de agosto de 1978)  es una contadora pública y política argentina que se desempeña como viceintendenta de la ciudad de Paraná, capital de la provincia de Entre Ríos. 
Estudió Contadora Pública Nacional en la Universidad Nacional del Litoral egresada en el año 2003. Matriculada en el Consejo Profesional de Ciencias Económicas de Entre Ríos, órgano que regula el trabajo profesional de los graduados.
Antes de obtener su título de grado trabajó en el ámbito privado en un estudio contable, actividad profesional que continuó luego de egresada.
En el 2005 ingresó al Servicio Administrativo Contable de Obras y Servicios Públicos, fue designada en 2008 como directora general del Servicio Administrativo Contable del Ministerio de Gobierno y Justicia, Educación, Obras y Servicios Públicos. En el 2012 fue subsecretaria de la Administración del Ministerio de Gobierno y Justicia y en el año 2015 fue designada secretaria coordinadora de la Cámara de Senadores.
El 23 de febrero de 2019, fue anunciada su candidatura a viceintendente de Paraná, como compañera de fórmula de Adán Bahl por Lista 151 del Frente Creer Entre Ríos (Partido Justicialista) para competir en las elecciones Primarias, Abiertas, Simultáneas y Obligatorias del 14 de abril de ese año.

## Biografía
Realizó sus estudios primarios en la Escuela N° 4 "Domingo Faustino Sarmiento de Paraná", ubicada en la zona céntrica de la capital entrerriana y los estudios secundarios en la Escuela de Comercio N°1 "Gral Justo José de Urquiza" donde egresó con el título de Perito Mercantil, Mecanógrafo y Operador de PC.
Obtuvo el título de Contador Público Nacional por la Facultad de Ciencias Económicas de Universidad Nacional del Litoral. 
Está casada con Gustavo con quien tiene dos hijos, Isabella y Franco.

## La función pública
En el 2005 ingresó al Servicio Administrativo Contable de Obras y Servicios Públicos. En el año 2008  fue designada directora general del Servicio Administrativo Contable del Ministerio de Gobierno y Justicia, Educación, Obras y Servicios Públicos; en el 2012 fue Subsecretaria de la Administración del Ministerio de Gobierno y Justicia.
En el año 2015, fue designada secretaria coordinadora de la Cámara de Senadores (2015 - 2019) cargo por el que prestó juramento frente al presidente de la Cámara de Senadores de la Provincia de Entre Ríos.
Como secretaria del cuerpo legislativo tuvo a cargo la coordinación y puesta en marcha del proceso de reforma, incorporación de tecnología y modernización del recinto de la Cámara de Senadores. 
Realizó la actualización del sistema de sonido del recinto y el streaming, la transmisión en vivo, en línea, de las sesiones del cuerpo legislativo. 
Trabajó en la adecuación del reglamento de funcionamiento de la cámara con el objeto de adaptarlo a las exigencias tecnológicas y la implementación del voto electrónico.
En el año 2018 coordinó los trabajo de obras civiles en el recinto y la se ejecución del hardware y software aplicado al proceso legislativo.